# Рорі Кеннеді
Рорі Елізабет Кетрін Кеннеді-Бейлі (англ. Rory Elizabeth Katherine Kennedy-Bailey; 12 грудня 1968, Вашингтон, США) — американська кінорежисерка і кінопродюсерка. Лауреат премій Міжнародного кінофестивалю в Ньюпорті (1999), Міжнародного кінофестивалю в Чикаго (1999), Атлантського кінофестивалю (1999), Американського інституту кіномистецтва (1999), «Еммі» (2007), «Грейсі» (2008) і Ешлендського незалежного кінофестивалю (2012).

## Життєпис
Рорі Елізабет Кетрін Кеннеді народилася 12 грудня 1968 року в Вашингтоні (США), ставши наймолодшою з одинадцяти дітей у сім'ї політика Роберта Кеннеді (1925—1968) і його дружини Етель Кеннеді (Скакель; нар.1928), які були одружені 17 років — з 17 червня 1950 року і до вбивства Роберта 6 червня 1968 року, за півроку до народження Рорі.
10 братів і сестер Рорі:
- Кетлін Гарінгтон Кеннеді-Таунсенд[en] (нар. 04.07.1951), адвокат.
- Джозеф Патрік Кеннеді-другий[en] (нар. 24.09.1952), бізнесмен.
- Роберт Френсіс Кеннеді-молодший (нар. 17.01.1954), радіоведучий.
- Девід Ентоні Кеннеді (15.06.1955-25.04.1984), помер від передозування кокаїну в 28-річному віці.
- Мері Кортні Кеннеді-Гілл (нар. 09.09.1956).
- Майкл ЛеМойн Кеннеді[en] (27.02.1958-31.12.1997), загинув у гірськолижній катастрофі в 39-річному віці.
- Мері Керрі Кеннеді[en] (нар. 08.09.1959), громадський діяч.
- Крістофер Джордж Кеннеді[en] (нар. 04.07.1963), бізнесмен.
- Метью Максвелл Тейлор Кеннеді[en] (нар. 11.01.1965), юрист і письменник.
- Дуглас Герріман Кеннеді[en] (нар. 24.03.1967) — журналіст.

## Кар'єра
Рорі знімає кіно з 1986 року.
З 1999 року Кеннеді також продюсує фільми.
Є лауреатом премій Міжнародного кінофестивалю в Ньюпорті (1999), Міжнародного кінофестивалю в Чикаго (1999), Атлантського кінофестивалю (1999), Американського інституту кіномистецтва (1999), «Еммі» (2007), «Грейсі» (2008) і Ешлендського незалежного кінофестивалю (2012).

## Особисте життя
З 2 серпня 1999 року Рорі одружена з Марком Бейлі. У подружжя є троє дітей: дві дочки і син — Джорджія Елізабет Кеннеді-Бейлі (нар. 30.09.2002), Бріджет Кетрін Кеннеді-Бейлі (нар. в липні 2004) і Закарі Коркленд Кеннеді-Бейлі (нар. 16.07.2007).